# ميسيل سانتوس
ميسيل سانتوس (بالإنجليزية: Angel Santos)‏ هو ناشط وسياسي أمريكي، ولد في 14 أبريل 1959 في غوام في الولايات المتحدة، وتوفي بنفس المكان في 6 يوليو 2003. حزبياً، نشط في Democratic Party of Guam ‏. وقد انتخب عضو الهيئة التشريعية في غوام ‏.